# Parafia Narodzenia św. Jana Chrzciciela w Choczni
Parafia Narodzenia św. Jana Chrzciciela w Choczni – parafia archidiecezji krakowskiej Kościoła katolickiego obrządku łacińskiego wchodząca w skład dekanatu Wadowice – Północ.
Kościołem parafialnym jest kościół pw. Narodzenia św. Jana Chrzciciela.

## Historia
Pierwsza wzmianka o parafii w Choczni pochodzi z 1350. Data ta została przyjęta jako data erygowania parafii.
Prace nad budową obecnego, neogotyckiego, kościoła parafialnego trwały od sierpnia 1880 do 1883 (wówczas nie była jeszcze wybudowana wieża, jej budowa została zakończona w 1886). Konsekracji kościoła dokonał 7 września 1884 ówczesny biskup ordynariusz diecezji krakowskiej kardynał Albin Dunajewski.
We wsi Kaczyna, odległej o 7 km. od kościoła parafialnego, w 1796 zbudowano murowaną kaplicę pw. św. Małgorzaty.

## Współcześnie
Parafia składa się ze wsi: Chocznia (5 605 wiernych) oraz Kaczyna (400 wiernych).
Na jej terenie znajduje się Dom Sióstr Szarytek.
Od 2009 proboszczem parafii jest ks. kan. Zbigniew Bizoń. Zastąpił on ks. kan. Andrzeja Leśnego, proboszcza w l. 1988–2009.

## Grupy parafialne
Rada Duszpasterska, Zespół Charytatywny, Róże Różańcowe, Ruch Światło-Życie, Służba Liturgiczna, Wincentyńska Młodzież Maryjna, grupa misyjna, Ruch Apostolstwa Młodzieży.

## Galeria

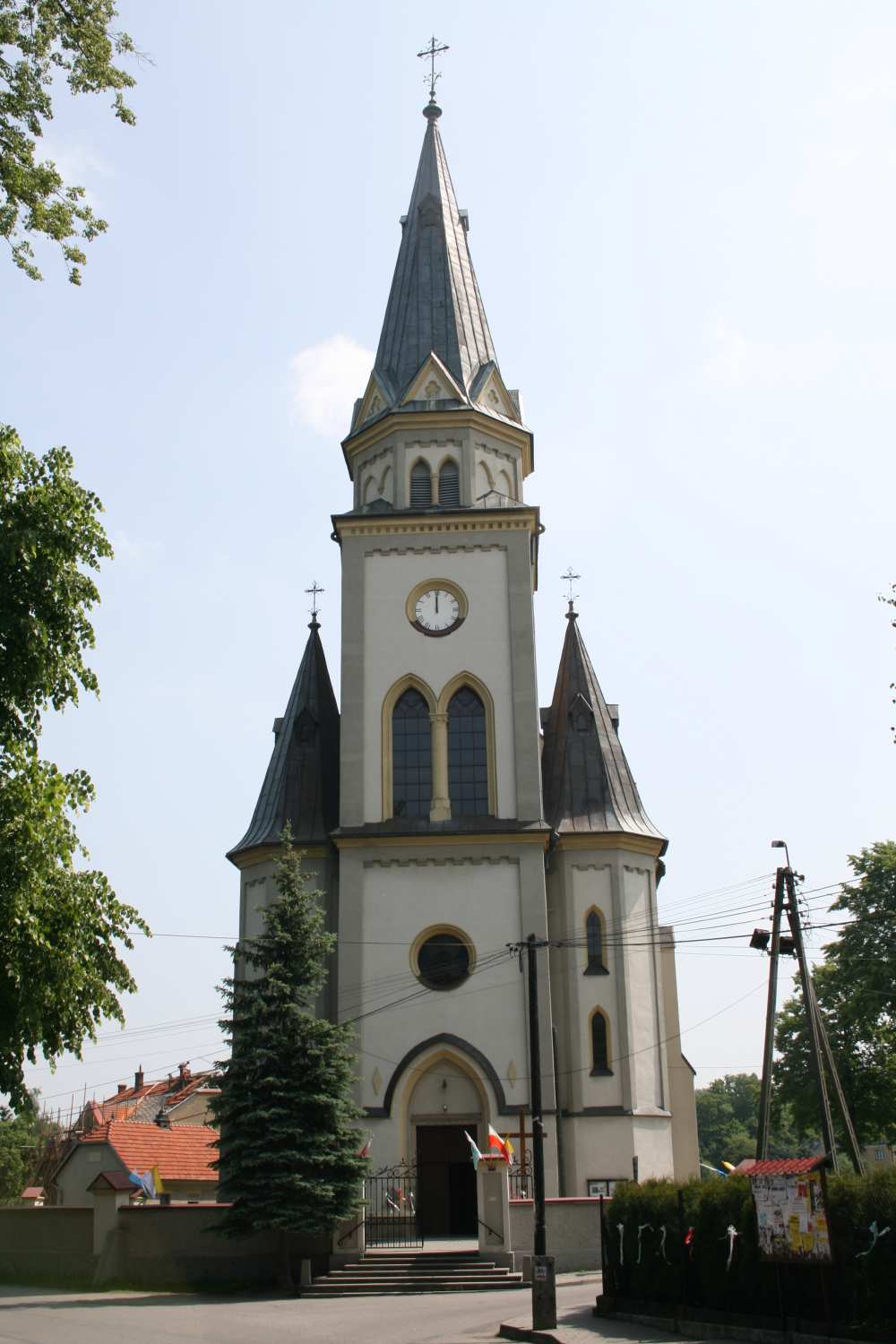
Fasada kościoła
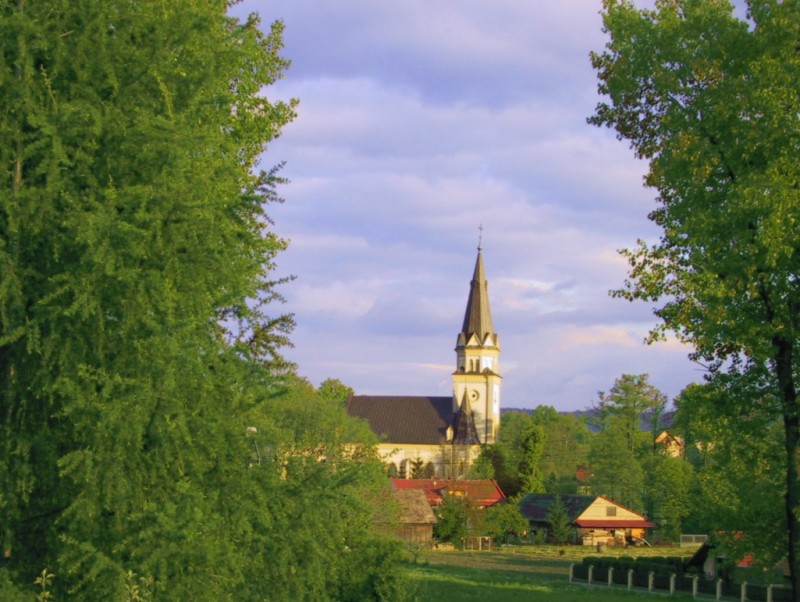
Widok na kościół z drogi krajowej nr 52
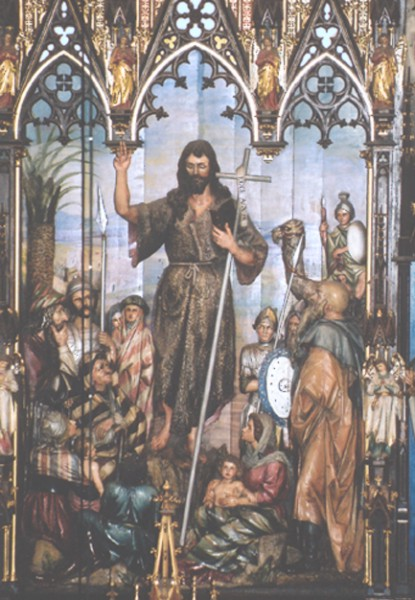
XIX-wieczny ołtarz św. Jana Chrzciciela w farze choczeńskiej